# Dubusia
A Dubusia a madarak osztályának verébalakúak (Passeriformes) rendjébe és a tangarafélék (Thraupidae) családjába tartozó nem.

## Rendszerezésük
A nemet Charles Lucien Jules Laurent Bonaparte francia ornitológus írta le 1850-ben, az alábbi fajok tartoznak ide.
- barnahasú hegyitangara (Dubusia castaneoventris[1] vagy Delothraupis castaneoventris[2])
- sárgamellű hegyitangara (Dubusia taeniata)

## Előfordulásuk
Dél-Amerikában, az Andok hegységben honosak. Természetes élőhelyeik a szubtrópusi és trópusi hegyi esőerdők. Állandó, nem vonuló fajok.

## Megjelenésük
Testhosszuk 15-20 centiméter körüli.